# 観血的療法
観血的療法（かんけつてきりょうほう）とは、人体を傷つけ、出血させて治療する方法の総称である。それに対して、保存的療法とは出血させずに治療する方法である。外科的療法とも呼ばれる。

## 種類
- 手術
- インプラント
- 心臓ペースメーカー
- 人工関節置換術
- 骨切術
- 骨癒合術
- 縫合
- 抜糸